# Смарагд
Смарагдът (познат и като изумруд) Be3Al2(SiO3)6 е много рядка разновидност на минерала берил, оцветена в наситено зелено от примеси на хром, ванадий и желязо. Етимологията на термина „смарагд“ е свързана с гръцката дума σμάραγδος – „зелен скъпоценен камък“.   Смарагдът е един от най-скъпите камъни от „Голямата четворка“, в която са включени и диамантът, сапфирът и рубинът.
Смарагдът заема привилегировано място сред скъпоценните камъни, известен е от най-дълбока древност и е използван широко както за направа на украшения, така и за извършването на религиозни обреди. Известно е, че в древността смарагдите украсявали съкровищата на най-известните владетели и се добивали в Древен Египет. По-късно са открити и други находища в Шри Ланка, Мадагаскар, ЮАР, Австрия, Австралия, САЩ, Канада, Индия, Танзания и др. В България ограничени залежи на смарагд се срещат в Рила и Източните Родопи. Най-качествените изумруди произхождат от Колумбия, а най-красивата колекция от тези скъпоценни камъни се съхранява в Банката на Република Колумбия в Богота. Тя включва 5 кристала с тегло между 220 и 1795 карата. Най-красивите смарагди са изложени в музея „Топкапъ“ в Истанбул, Смитсониън Инститюшън във Вашингтон и Американския музей по естествена история в Ню Йорк.

## Символика, поверия и митове
Според преданията Савската царица ги обожавала. Най-известният смарагд е „Смарагдът на Девънширския херцог“, който се пази в Британския музей по естествена история в Лондон. Поради наситения си зелен цвят, смарагдът е считан за символ на вечната пролет и безсмъртието.
Съществуват вярвания, че смарагдите притежават изключителна лечебна сила – укрепват паметта, помагат при безсъние, прогонват лошите сънища, спасяват от зли духове и укрепват сърцето. Наричат смарагда още камък на мъдростта и хладнокръвието.